# Pasubio
Der Pasubio ist ein Massiv in den Vizentiner Alpen in Italien an der Grenze zwischen den Provinzen Vicenza und Trient. Die höchste Erhebung ist die Cima Palon mit 2232 m s.l.m. Der Pasubio ist Heimat der endemischen Monte-Pasubio-Gebirgsschrecke.

## Eingrenzung
Eingegrenzt wird der Pasubio von den Tälern Val Leogra im Südosten und Val Posina im Nordosten beide in der Provinz Vicenza gelegen sowie im Nordwesten vom Val Terragnolo und im Südwesten vom Vallarsa, die zum Trentino gehören. Der Passo Pian delle Fugazze (1163 m s.l.m.) im Süden stellt den Übergang zwischen dem Vallarsa und dem Val Leogra dar, der Passo della Borcola (1207 m s.l.m.) im Norden des Pasubio verbindet das Val Terragnolo mit dem Val Posina. Der Passo Xomo (1058 m s.l.m.) stellt die östliche Grenze des Massivs dar und verbindet das Val Leogra mit dem Val Posina.

## Höchste Gipfel
- Cima Palon 2232 m
- Dente Italiano (dt. italienische Platte) 2220 m
- Dente Austriaco (dt. österreichische Platte) 2203 m

## Geschichte
Im Ersten Weltkrieg war der Pasubio zweieinhalb Jahre lang, vom Juni 1916 bis November 1918, Schauplatz blutiger Schlachten zwischen italienischen und österreichisch-ungarischen Truppen. Von diesen Kämpfen, insbesondere vom Minenkrieg, zeugen noch heute zahlreiche Stollen, Kavernen und Klettersteige, die die Soldaten beider Seiten in den Berg sprengten. Das von Norden nach Süden laufende Gipfelmassiv ist vom ehemaligen Kriegsgeschehen entstellt, insbesondere die beiden plateauartigen Vorgipfel. Der nördliche Vorgipfel wurde von den Österreichern gehalten („österreichische Platte“, dente austriaco), der südliche von den Italienern („italienische Platte“, dente italiano). Dazwischen lag der von den Österreichern so genannte „Eselsrücken“, von den Italienern als Selletta dei Denti bezeichnet, das Niemandsland, in dem tausende Soldaten starben. Deswegen wird der Berg bis heute „Schlachtbank“, „Menschenmühle“ oder „Berg der 10.000 Toten“ genannt.
Ab 1917 trieben beide Kriegsparteien systematisch Stollen unter den Eselsrücken. Am 13. März 1918 zündeten die Österreicher eine Ladung aus 40 Tonnen Dynamon (Ammonsalpeter und Rotkohle) und 10 Tonnen Chloratsprengstoff unter der italienischen Platte – was über 40 (nach anderen Quellen 491 oder gar 800) italienische Soldaten das Leben kostete und als die größte im Ersten Weltkrieg eingesetzte Mine zu betrachten ist –, konnten die Stellungen der Italiener aber trotzdem nicht einnehmen. 
Die Kämpfe auf dem Pasubio brachten bis zum Ende des Krieges keiner Seite einen Erfolg ein.

## Sehenswürdigkeiten
Der Pasubio ist von zahlreichen Touristenzielen umgeben, weswegen ein Abstecher vom Gardasee, von Verona oder Venedig ohne größeren Aufwand möglich ist. Neben Kriegsgeschichtlichem bietet der Berg auch für Outdoorsportler und botanisch oder geologisch Interessierte einiges.
Einer der Wege auf den Pasubio, die Strada delle 52 Gallerie, führt vom Passo Xomo über die Bocchetta di Campiglia nach Porte del Pasubio (1928 m). Dort befindet sich die Hütte Rifugio Gen. Achille Papa des italienischen Alpenvereins (geöffnet von Mitte Mai bis Mitte Oktober täglich). Diesen 6,3 km langen Weg mit seinen insgesamt 52 Tunneln mussten die Italiener 1917 bauen, weil ihr bis dahin wichtigster Nachschubweg, die Strada degli Scarubbi, von der österreichischen Artillerie beschossen werden konnte.
Besonders interessant ist das Stollensystem auf der österreichischen Platte, mit dem nach dem Kommandeur der Pasubiotruppen benannten  Ellison-Stollen und den in Richtung italienischer Platte führenden Minenstollen. Auf dem Gipfelmassiv selbst sind noch alte Schützengräben, Kavernen, Stellungen und Granattrichter zu besichtigen. Auch werden noch immer verrostete Relikte des Krieges, beispielsweise Granatsplitter, und Knochen oder Knochenfragmente von Menschen gefunden. In der Nähe des Gipfels befindet sich die Kapelle Santa Maria, unweit des Pian delle Fugazze liegt das Pasubio-Ossarium. Seit 2008 wurden viele ehemalige Stellungen auf dem Pasubio restauriert, um sie vor dem weiteren Verfall zu schützen. Auch wurden zahlreiche illustrierte Tafeln mit Informationen zu den Kriegsereignissen aufgestellt.
Über den Pasubio führt der europäische Weitwanderweg E5 (Konstanz–Venedig), der in diesem Abschnitt mit dem Friedensweg (sentiero della pace) zusammenfällt. Der Friedensweg, auf dem die Gebirgsfront zwischen Stilfser Joch und den Karnischen Alpen besichtigt werden kann, entstand in den 1990er-Jahren durch eine Initiative der Provinzen Trient, Vicenza und Belluno.

## Schutzhütten
- Rifugio Achille Papa (1928 m s.l.m.)
- Rifugio Vincenzo Lancia (1825 m s.l.m)

## Bilder

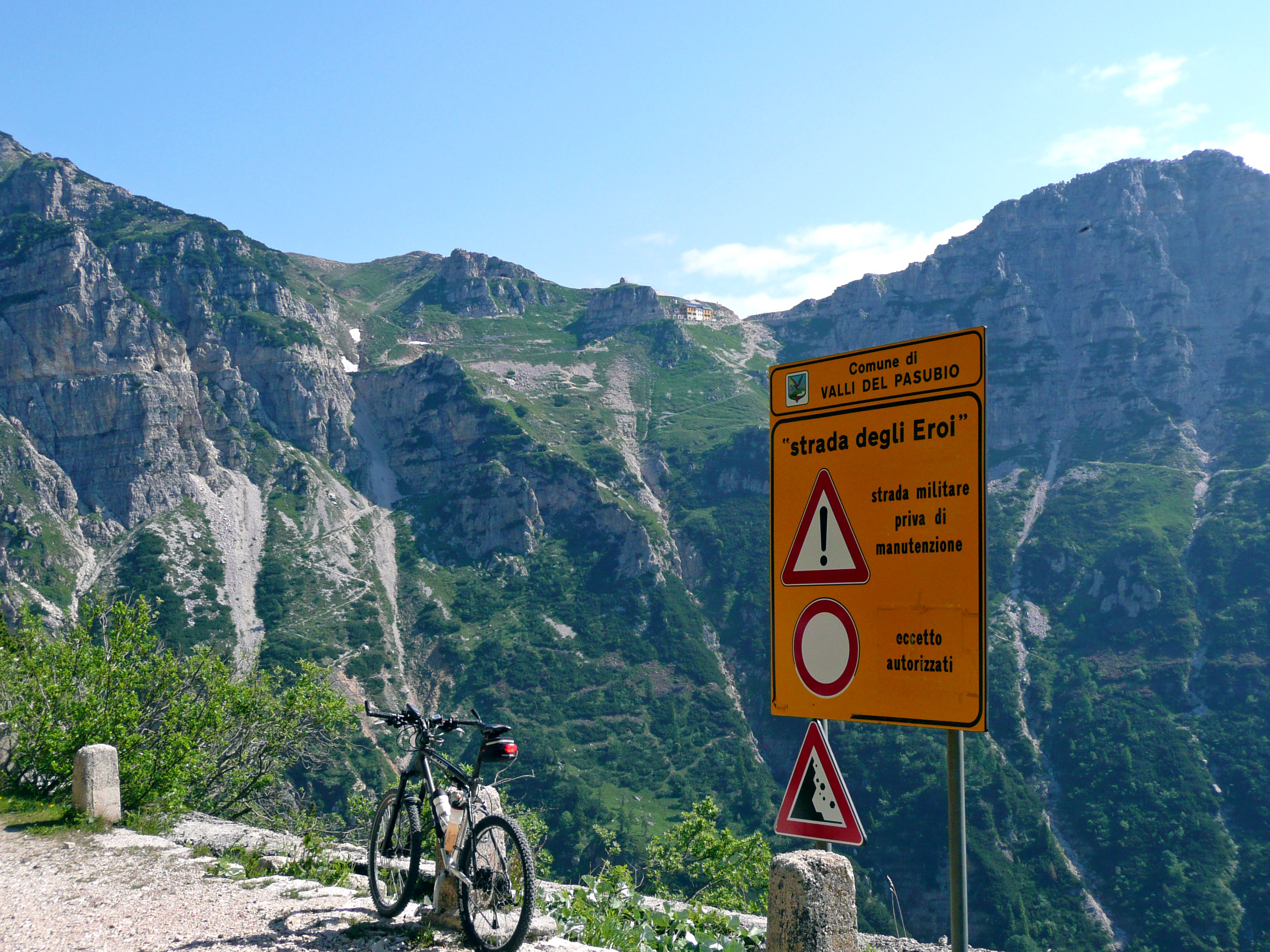
Strada degli Eroi und Porte di Pasubio
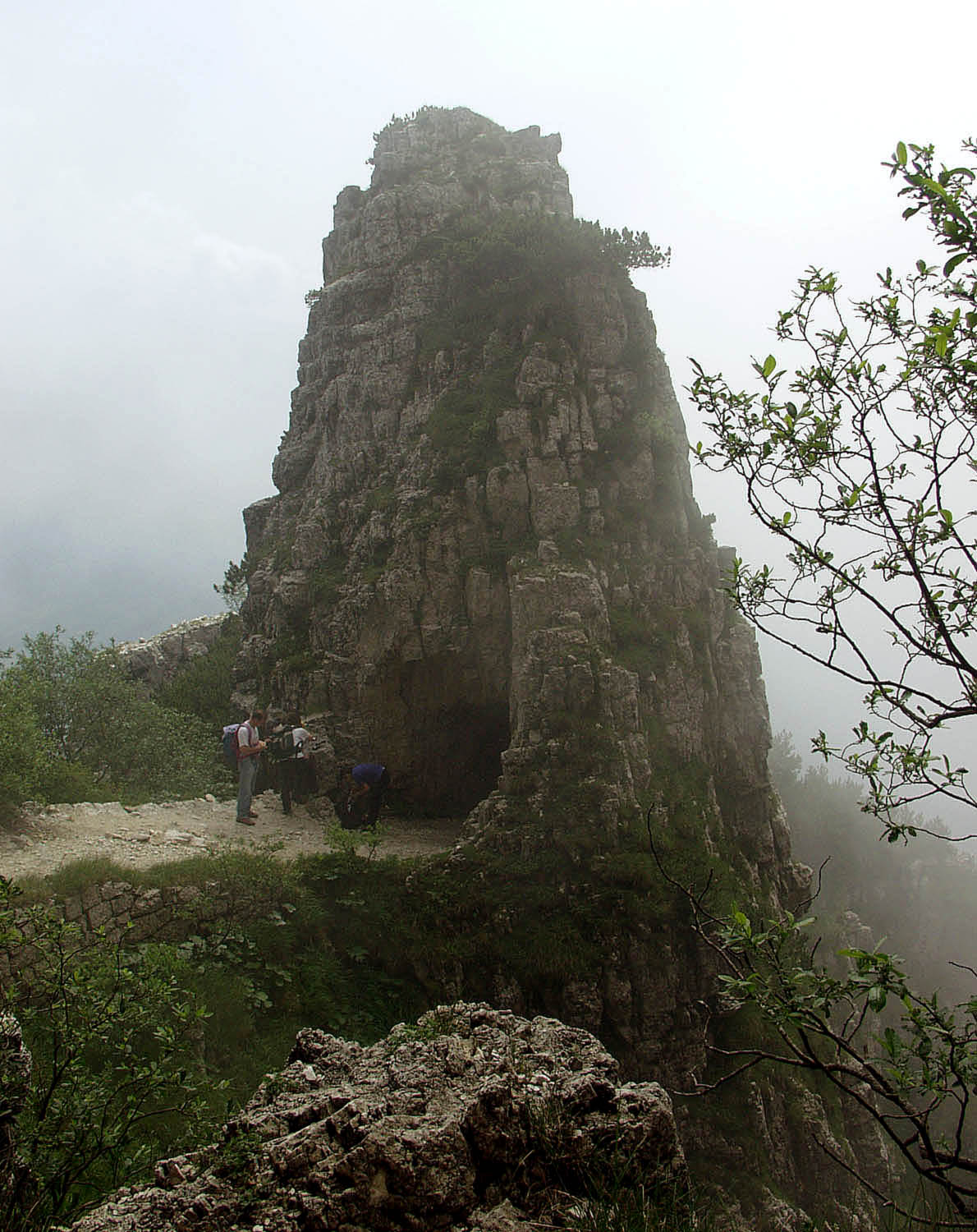
„Korkenzieher“ im Fels: Tunnel Nr. 20 der Strada delle Gallerie
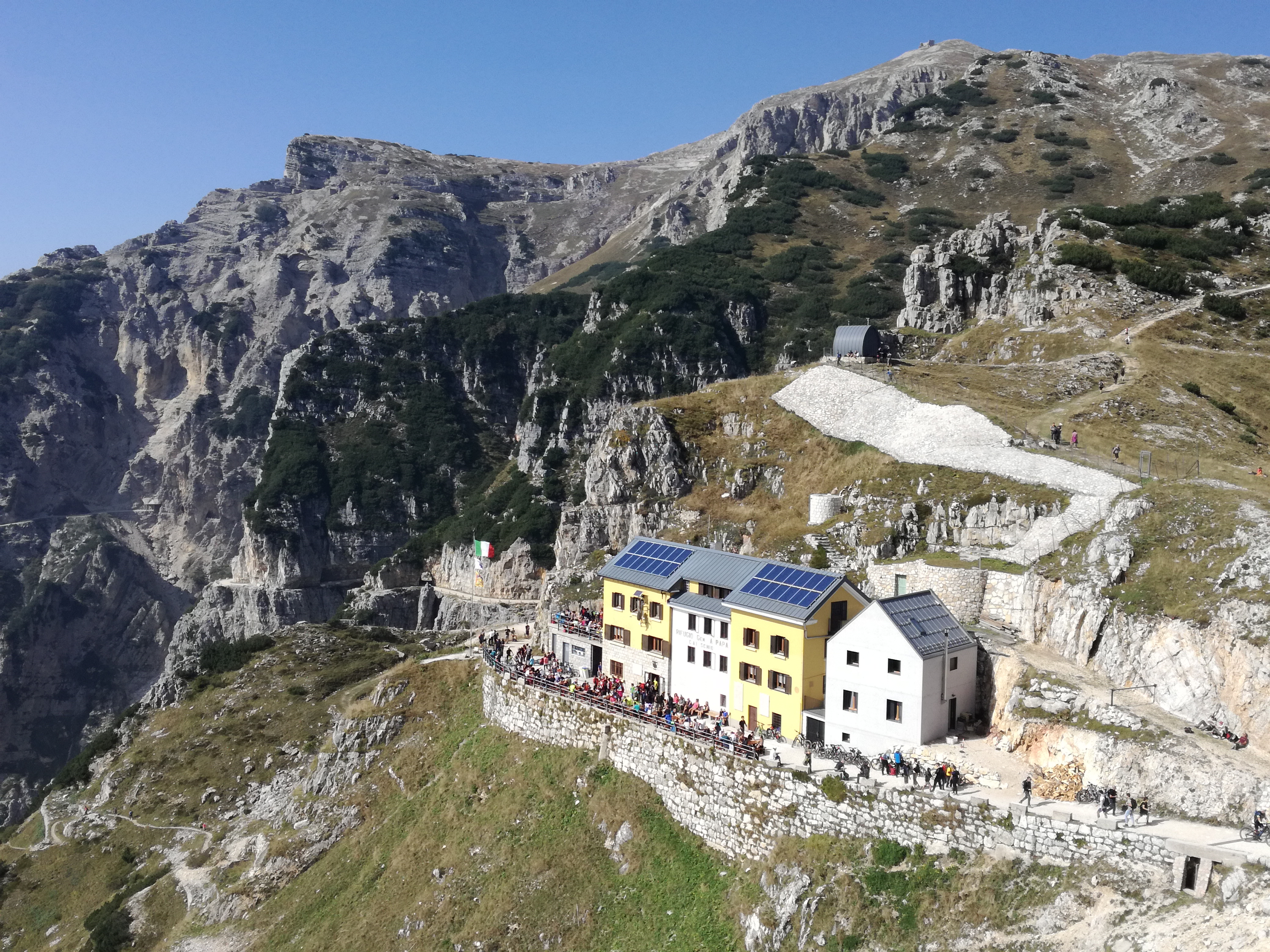
Rifugio Achille Papa
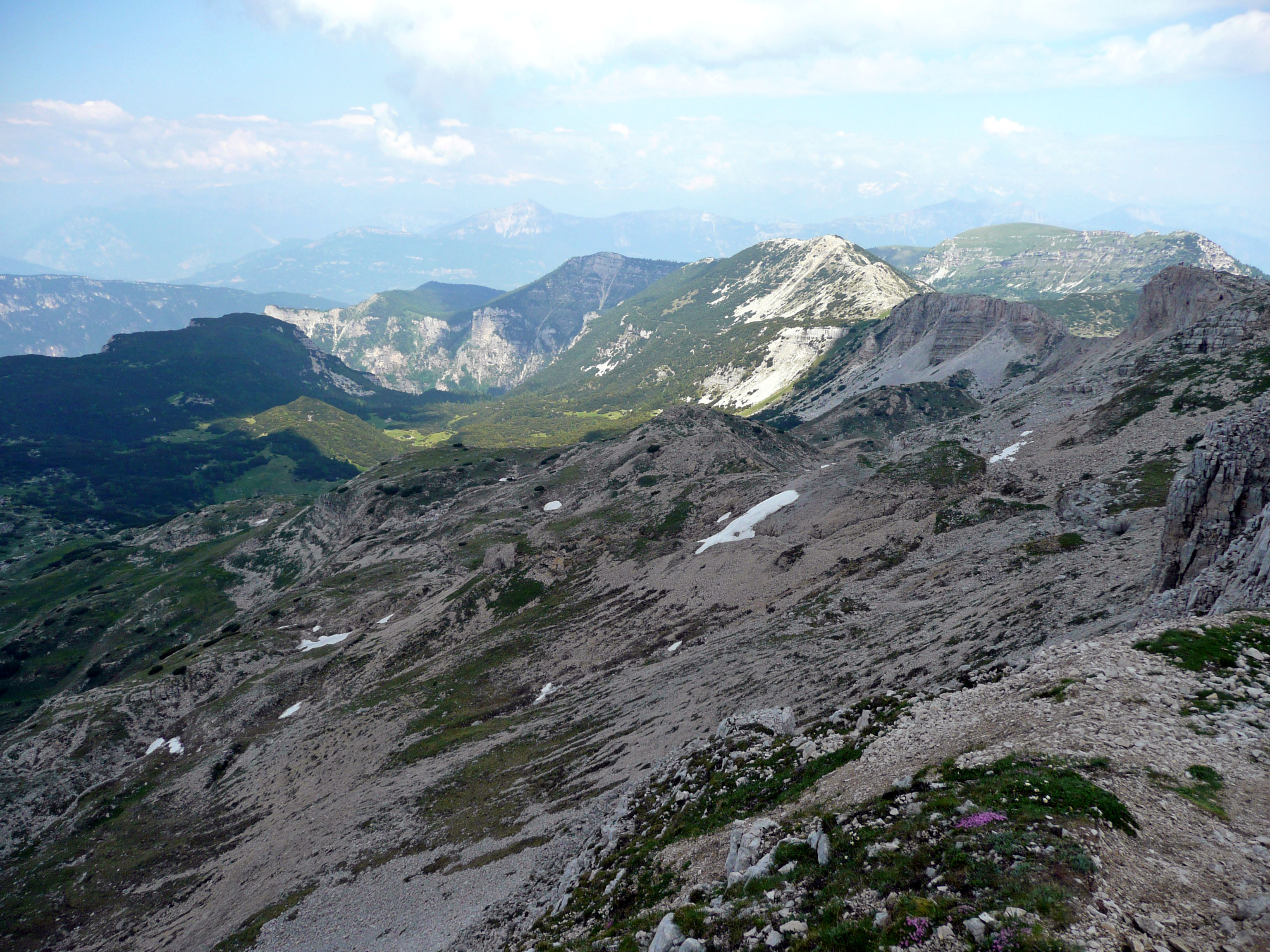
Cosmagnon-Mulde von der Cima Palon
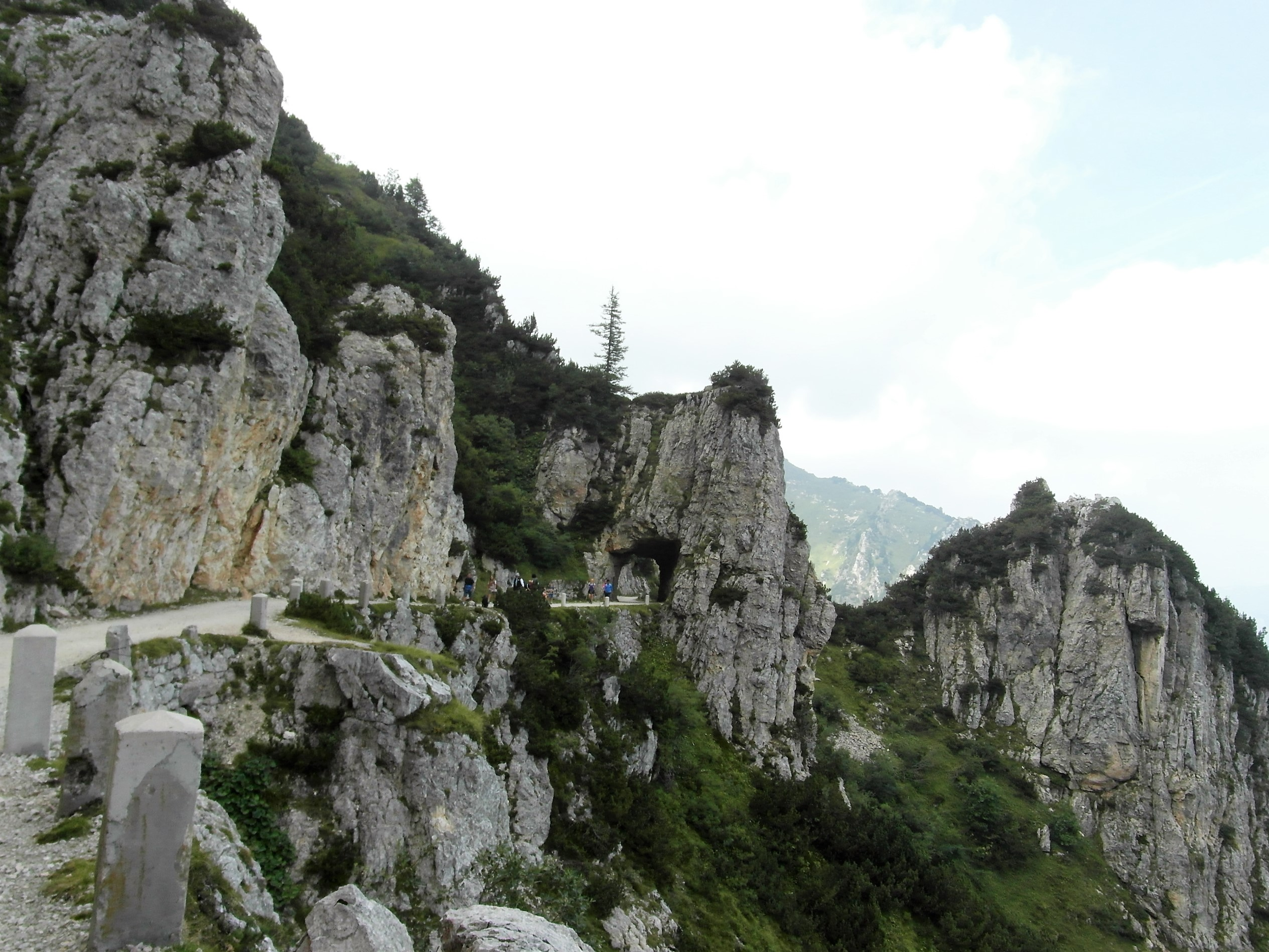
Strada degli Scarubbi
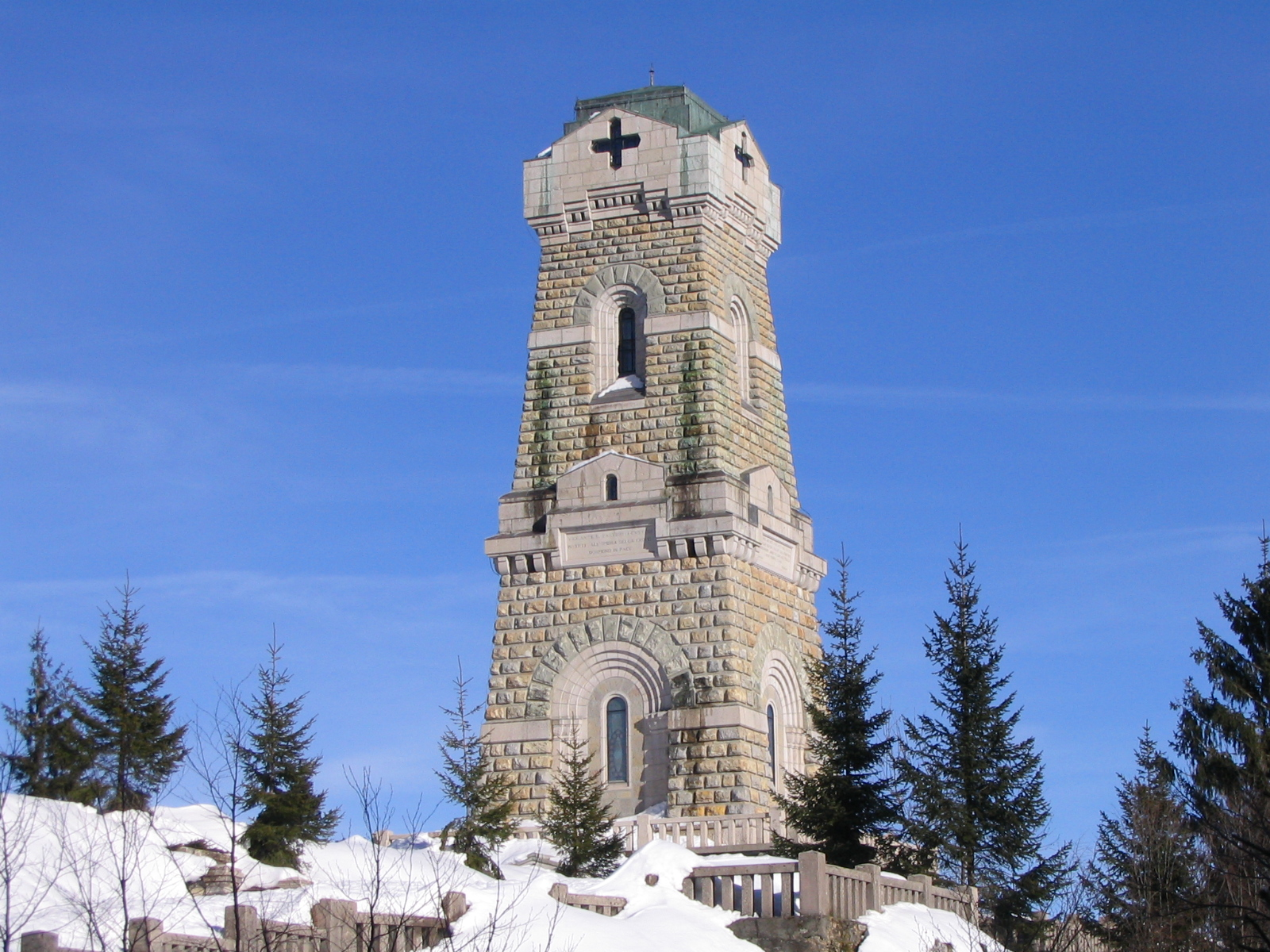
Beinhaus des Pasubio beim Pass Pian delle Fugazze
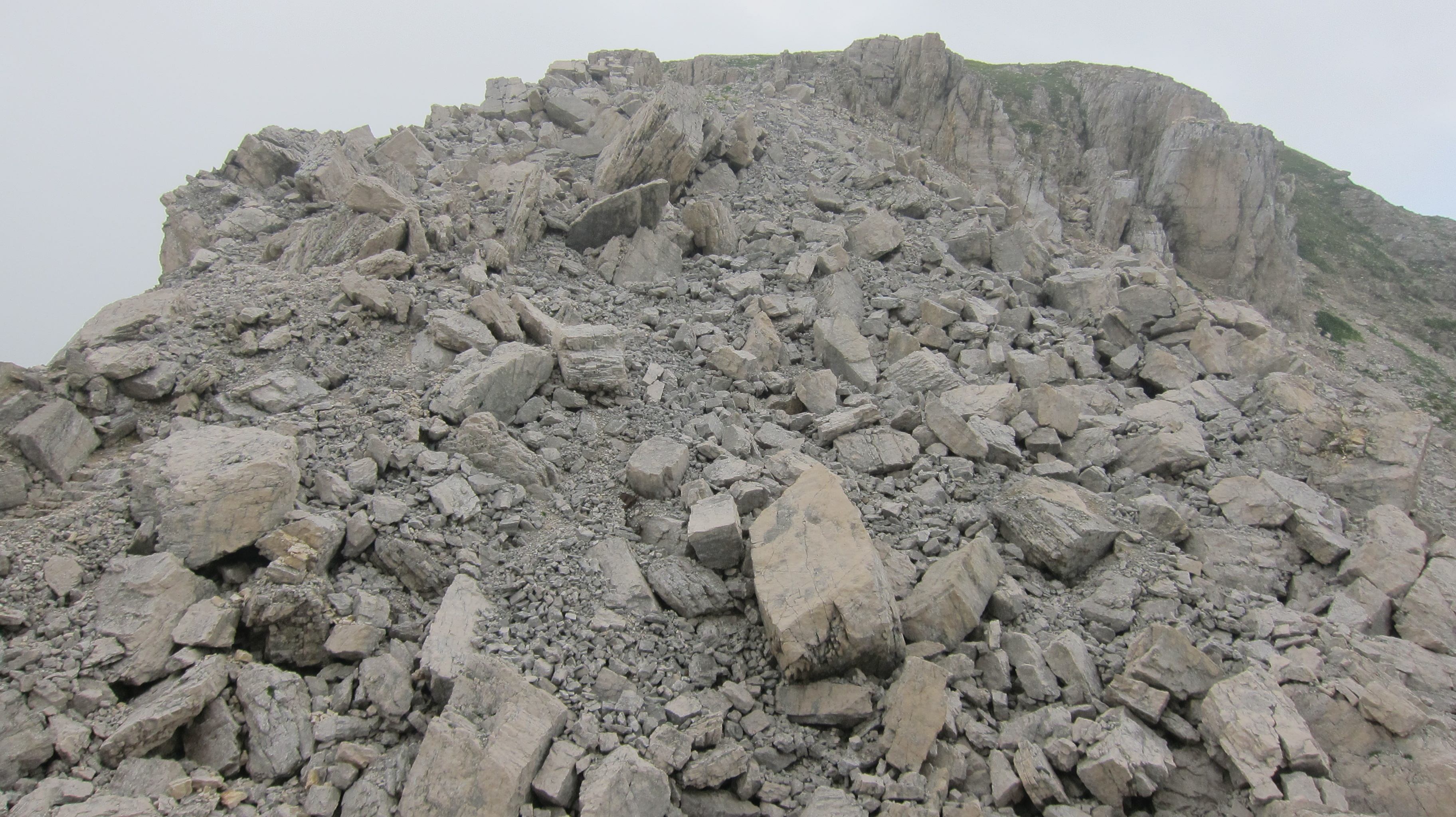
Italienische Platte (Dente Italiano) mit dem durch die österreichische Mine vom 13. März 1918 verursachten Trümmerfeld
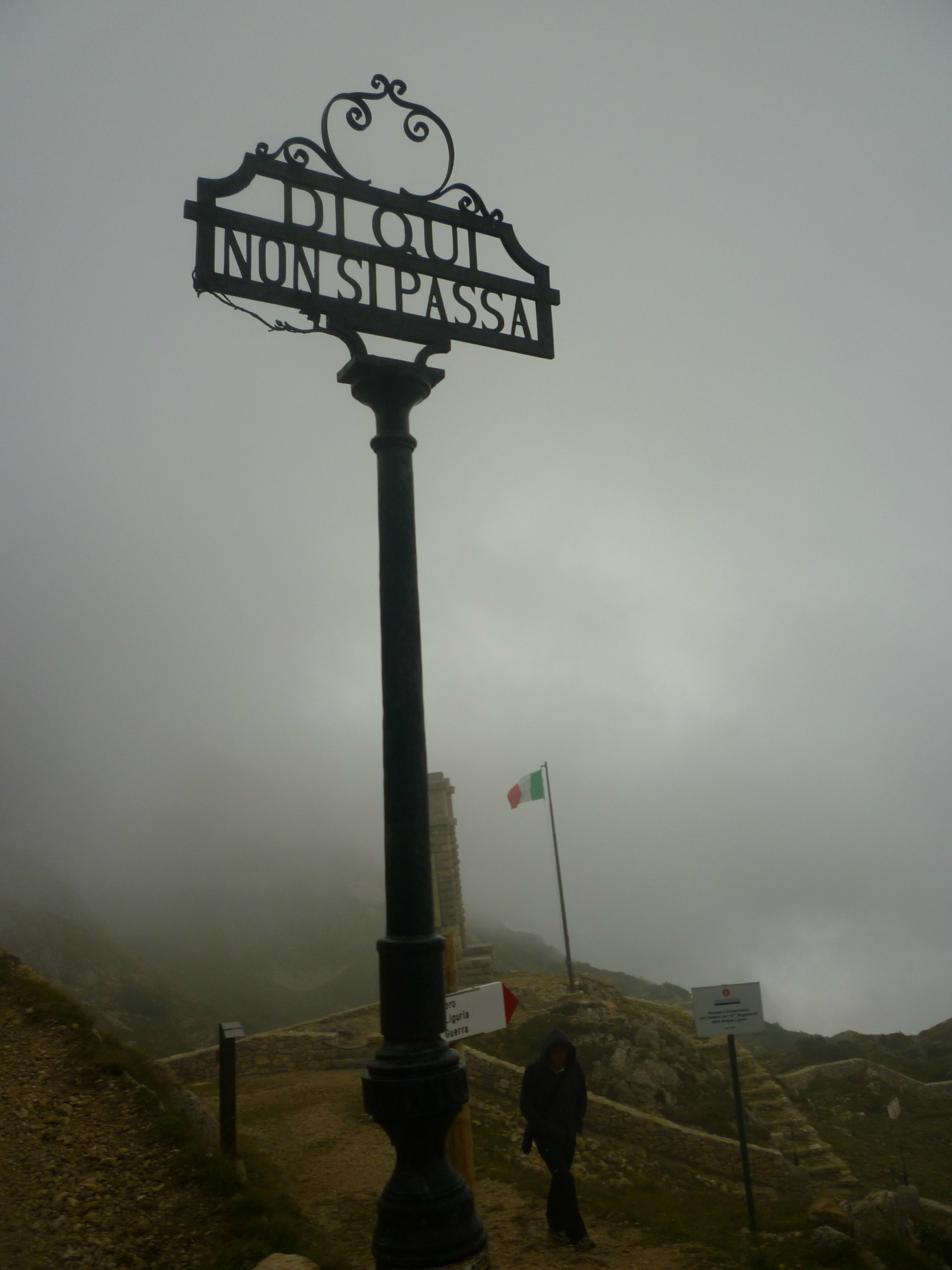
Hier geht’s nicht weiter – Soldatenfriedhof Brigade Liguria